# Morafeno (Ambohimahasoa)
Pour les articles homonymes, voir Morafeno.
Morafeno est une commune rurale malgache située dans la partie nord-est de la région de la Haute Matsiatra.